# Trachelas giganteus
Trachelas giganteus är en spindelart som beskrevs av Norman I. Platnick och Mohammad U. Shadab 1974. Trachelas giganteus ingår i släktet Trachelas och familjen flinkspindlar.
Artens utbredningsområde är Jamaica. Inga underarter finns listade i Catalogue of Life.